# Bembina
Bembina is een geslacht van vlinders van de familie spinneruilen (Erebidae), uit de onderfamilie Lymantriinae.

## Soorten
- B. albinotata Heylaerts, 1892
- B. atomaria Walker, 1855
- B. atripuncta Hampson, 1897
- B. isabellina Hampson, 1892
- B. nucula Swinhoe, 1894
- B. pseudaurantiaca Holloway, 1999